# Cardiocondyla sahlbergi
Cardiocondyla sahlbergi är en myrart som beskrevs av Auguste-Henri Forel 1913. Cardiocondyla sahlbergi ingår i släktet Cardiocondyla och familjen myror. Inga underarter finns listade.